# The Beginner’s Guide
The Beginner’s Guide (с англ. — «Руководство для начинающих») — компьютерная игра в жанрах интерактивной истории и визуального романа, созданная Дэви Риденом от имени студии Everything Unlimited Ltd. Выход игры состоялся 1 октября 2015 года на платформах Microsoft Windows, macOS и Linux.
В игре ведется повествование от лица человека по имени Дэви Риден, рассказывающего о небольших играх своего друга Коды (англ. Coda), который никогда их не издавал и не планировал этого делать. Однако, Риден решает рассказать о них игроку, чтобы показать, что творилось в голове у Коды.

## Игровой процесс
The Beginner’s Guide — игра с видом от первого лица, где игрок, подобно The Stanley Parable, может исследовать игровой мир и взаимодействовать с некоторыми элементами по мере прогресса интерактивного сюжета. Многие игровые и сюжетные аспекты рассказываются игроку рассказчиком Риденом, чей голос сопутствует главному герою на протяжении всей игры. Зачастую он объясняет происходящее, подталкивая к определённым выводам о сущности разработки компьютерных игр. В некоторых локациях имеются головоломки или сюжетные расхождения, однако в игре нет возможности «умереть» из-за ошибок или проигрыша. Повествователь помогает игроку в преодолении многих игровых мест, некоторые из которых изначально задуманы таким образом, чтобы их было сложно пройти без подсказок. После полного прохождения игры игрок может переиграть игру с отключенной опцией повествования.

## Сюжет
Концепция игры заключается в изучении личности человека через файлы и документы на его компьютере. Игрок под руководством рассказчика Ридена пытается понять личность геймдизайнера Коды, с которым Риден познакомился на геймджеме в 2009 году. Кода всегда вёл себя загадочно, разрабатывал необычные игровые идеи, которые впоследствии удалял или забрасывал. Игрок ознакамливается с играми Коды, большинство из которых представляют собой недоработанные прототипы в жанре симулятора ходьбы, созданные с 2008 по 2011 год. Игры подаются в хронологическом порядке, демонстрируя развитие работ Коды по мере приобретения опыта.
Риден объясняет, что вдохновлялся игровыми концепциями Коды, добавляя к ним собственный анализ. Однако он заметил, что многие игры Коды связаны с темами изоляции, тюрем и трудностей в общении, а со временем их тон стал мрачнее, а разработка — длиннее. Диалоги в играх всё сильнее намекали на то, что создание игр перестало быть для Коды позитивным процессом. Риден беспокоился, что Кода чувствует себя подавленным, и решил показать его работы другим, надеясь, что это мотивирует его продолжать. Однако это лишь привело к тому, что Кода ещё больше замкнулся в себе. В какой-то момент в 2011 году Риден считал, что Кода полностью прекратил создание игр, пока не получил электронное письмо с приватной ссылкой на его последнюю игру.
Последняя игра Коды заметно отличалась от его предыдущих работ и содержала головоломки, намеренно сделанные практически неразрешимыми. Среди них — невидимый лабиринт, шестизначный код, который игроку требовалось подобрать наугад, и дверь, которую невозможно открыть изнутри. Риден использовал программные инструменты, чтобы обойти эти препятствия, и попал в галерею, где обнаружил сообщение от Коды, адресованное лично ему. В нём Кода благодарил Ридена за интерес к его играм, но просил больше не общаться с ним и не распространять его работы. Он также указывал, что Риден ошибочно воспринял его игры как отражение внутренних переживаний и придал им чуждый смысл, изменяя их для большего символизма, что Кода расценил как предательство. В финале The Beginner’s Guide Риден признаётся, что целью игры было восстановить связь с Кодой, поделившись его работами с широкой аудиторией, и выразить сожаление о своих поступках.

## Разработка
The Beginner's Guide была разработана на движке Source, который сам по себе является частью комментария Ридена о природе дизайна уровней, ограниченного возможностями этого движка. Риден заявил, что не планирует давать интервью СМИ об игре, предпочитая, чтобы игра говорила сама за себя.
The Beginner's Guide была анонсирована Риденом за два дня до официального релиза 1 октября 2015 года.

## Критика
| Сводный рейтинг       | Сводный рейтинг |
| Агрегатор             | Оценка          |
| --------------------- | --------------- |
| GameRankings          | 79,00 %         |
| Metacritic            | 75/100          |
| Иноязычные издания    |                 |
| Издание               | Оценка          |
| GameSpot              | 8/10            |
| IGN                   | 8/10            |
| Русскоязычные издания |                 |
| Издание               | Оценка          |
| «Игромания»           | 8,5/10          |

The Beginner’s Guide получила преимущественно положительные отзывы. На агрегаторе оценок Metacritic игра имеет 75 баллов из 100 на основе 34 рецензий, а на GameRankings — 79,00 % на основе 19 обзоров.
Несколько рецензентов положительно оценили то, как игра раскрывает тему разработки игр. Джеффри Матулеф из Eurogamer положительно оценил The Beginner’s Guide, отметив её «новаторский подход к повествованию без использования неигровых персонажей или коллекционных дневников», а также «отражение внутреннего мира Ридена». Стивен О’Доннелл и Стефани Бендиксен, ведущие австралийского игрового шоу Good Game, поставили игре пять звёзд. О’Доннелл назвал её «душераздирающе эмоциональной», а Бендиксен отметила, что игра «заставила меня по-новому взглянуть на весь творческий процесс».
Эдмонд Тран из GameSpot, поставив игре оценку 8 из 10, отмечает, что она поднимает философские вопросы о природе взаимоотношений между разработчиками и игроками, а также о понимании некоторых аспектов игрового дизайна. Кэмерон Кунцельман из Paste сравнил появление Ридена в игре в роли рассказчика с приемом, использованным Альфредом Хичкоком, и отметил, что его двойственная роль как рассказчика и разработчика игры поднимает множество вопросов о природе разработки игр.